# Bosschenhuizen
Bosschenhuizen, en limbourgeois Busjehoêze, est un hameau néerlandais situé dans la commune de Simpelveld, dans la province du Limbourg néerlandais.